# Katastrophenflug 232
Katastrophenflug 232 ist der Titel eines auf dem Flugunfall von United-Airlines-Flug 232 basierenden US-amerikanischen Fernsehfilms aus dem Jahr 1992.

## Handlung
Schauplatz des Films ist Sioux City im US-amerikanischen Bundesstaat Iowa. Die Handlung beginnt mit einer Katastrophen-Übung auf einem Feld nahe dem Flughafen. Das örtliche Katastrophen-Komitee, das seit einiger Zeit unter der Leitung von Gary Brown steht, versucht mit diesen aufwendigen, realistisch inszenierten Übungen, das Rettungssystem der Stadt auf Vordermann zu bringen. Pannen und Kommunikationsprobleme unterstreichen die Notwendigkeit, hinzu kommen persönliche Antipathien, wie z. B. mit Jim Hathaway, dem Chef der Flughafenfeuerwehr, welche die Zusammenarbeit erschweren. Gary Brown jedoch gibt nicht auf und versucht, die verschiedenen Institutionen und Instanzen zu einen, um für die Region ein funktionierendes Rettungswesen mit einem eingespielten Team zusammenzubringen. Mit Diplomatie und Geduld gelingt dies letztlich.
Zwei Jahre später, im Juli 1989: wiederholte Übungen haben stattgefunden und geben, wegen der immer schlimmeren Unfall-Szenarien, mittlerweile Anlass für spöttische Kommentare im Lokalfernsehen. In Sioux City deutet alles auf einen entspannten sonnigen Tag hin, als in Denver der United-Airlines-Flug 232 startet. Kurz nach dem Start ereignet sich wegen eines technischen Defekts eine Explosion, die das Seitenruder und die hydraulischen Systeme zerstört. Unter extremen Schwierigkeiten versucht Flugkapitän Al Haynes den nächstgelegenen größeren Flughafen zu erreichen – nämlich Sioux City.
Die Flugleitung informiert den örtlichen Flughafen. Sofort bereitet sich Sioux City auf die Notlandung der mit 296 Personen besetzen DC-10 vor. Für das Katastrophen-Komitee kommt nun der Ernstfall, auf den das Team sich zwar lange vorbereitet, den aber dennoch niemand herbeigesehnt hat. Die Rettungskette läuft nun jedoch vorbildhaft und durch die zahlreichen Übungen trainiert sehr routiniert und beispielhaft an, und alle warten mit angespanntem Bangen auf die zu befürchtende Katastrophe. Es zeigt sich, dass die zuvor als lästig empfundenen Übungen des Katastrophen-Komitees nicht umsonst waren. Das Drei-Staaten-Rettungsnetzwerk funktioniert perfekt und binnen kürzester Zeit bereiten sich alle professionell auf einen möglichen Rettungseinsatz vor. Das Katastrophen-Komitee vertraut auf das Können der Besatzung und konzentriert Krankenwagen, Rettungshubschrauber und Feuerwehren aus den verschiedensten Orten und Bundesstaaten in kürzester Zeit am Flugplatz. Die Krankenhäuser verstärken ihr Personal und bereiten sich auf die Aufnahme vieler Verletzter vor. Die Bevölkerung arbeitet ebenfalls vorbildlich mit und es bilden sich lange Schlangen zum Blutspenden.
Es kommt zum Unvermeidlichen: das Flugzeug erreicht zwar dank einer unglaublichen fliegerischen Meisterleistung der Cockpitcrew den Flughafen, sie kann aber das Flugzeug wegen der technischen Probleme nicht ausreichend unter Kontrolle bringen und es zerschellt letztendlich. Mehr als hundert Menschen kommen ums Leben, doch ungleich mehr können durch das perfekt trainierte Zusammenspiel der verschiedenen Rettungskräfte gerettet werden. Auch die Cockpitbesatzung überlebt schwerverletzt.

## Thematik
Der Film arbeitet ein Katastrophenereignis aus der Sicht verschiedener Beteiligter auf, wobei ein sachlicher, dokumentarischer Stil angestrebt wurde. Die Handlung teilt sich grob in vier Abschnitte. Zuerst gewinnt der Zuschauer einen Einblick in die Anfänge des Komitees, das mit verschiedensten Problemen der Zusammenarbeit und der Resonanz in den Medien zu kämpfen hat. Im zweiten Teil deutet sich die Katastrophe an. Deutlich wird sowohl die Professionalität der Flugzeugbesatzung und der Rettungskräfte, gleichzeitig jedoch auch deren emotionale Anspannung angesichts der bevorstehenden Katastrophe in Szene gesetzt.
Der dritte Abschnitt beschreibt die Bruchlandung und die unmittelbar eingeleiteten Rettungsmaßnahmen, die trotz einfachen Geländes unter teils schwierigsten Bedingungen stattfinden müssen. Im vierten Teil schließlich werden erste Emotionen aufgearbeitet, gleichsam jedoch auch die Absurdität der öffentlichen Neugier vor dem tragischen Hintergrund vorgeführt. In einem pathetisch angelegten Ende kommt die Dankbarkeit gegenüber den freiwilligen Helfern zum Ausdruck.
Der Film präsentiert sich in erster Linie als Hommage an die freiwilligen Helfer und Idealisten, die durch ihr unermüdliches Engagement ein vorbildliches Rettungssystem geschaffen haben, das zum Zeitpunkt, zu dem es tatsächlich gebraucht wird, auf Grund der immer wieder eingeübten Routine auch wirklich funktioniert. Ohne die notwendigen Vorbereitungen wären viele Leben nicht zu retten gewesen. Dies umfasst die gesamte Palette der Maßnahmen, von der Einsatzplanung, über die Mobilisierung der Einsatzkräfte, der Durchführung der Triage und Rettung, der Versorgung und des Abtransports bis hin zur Abschirmung der Opfer vor der Presse.

## Hintergrund und Sonstiges
- Katastrophenflug 232 entstand nach einer wahren Begebenheit mit dem damals erst zum zweiten Mal – nach dem Japan-Airlines-Flug 123 am 12. August 1985 – aufgetretenen Fall eines Totalausfalls der Hydraulik in einem Großraumjet. Die Cockpitbesatzung, bestehend aus Kapitän, Kopilot und Bordingenieur sowie ein zufällig als Passagier mitfliegender weiterer Flugzeugkapitän konnten das Flugzeug nur noch mit Hilfe der beiden Triebwerke steuern. Alle Ruder und auch die Landeklappen waren ausgefallen. Dieses Zusammenspiel gilt als Lehrbeispiel für erfolgreiches Crew Resource Management.
- In den Teil, welcher die Notlandung und den Unfall der Maschine zeigt, wurden Sequenzen mit originalen Aufnahmen des lokalen Fernsehsenders vom Unglück eingebunden.

## Auszeichnungen
Der Film gewann bei der Emmy-Verleihung des Jahres 1992 die Auszeichnung für die beste Filmmusik eines Fernsehfilms und war weiterhin nominiert in den Kategorien der besten Regie sowie der besten Musikabmischung eines Fernsehfilms.